# Samuel P. Taylor State Park
Der Samuel P. Taylor State Park ist ein kalifornischer State Park in Marin County. Der rund 1166 Hektar große Park ist nach Samuel Penfield Taylor (1827–1886) benannt, der während des Kalifornischen Goldrausches zu Reichtum kam und das Land in der Nähe des heutigen Ortes Lagunitas-Forest Knolls in der zweiten Hälfte des 19. Jahrhunderts erwarb. Taylor baute dort die erste Papiermühle Kaliforniens und liegt auch auf dem Gebiet des State Parks begraben. Im Jahr 1945 fiel das Land an den US-Bundesstaat Kalifornien. Eine Besonderheit des Parks ist ein rund 243 Hektar umfassender, mit Küstenmammutbäumen bestandener unberührter Primärwald.
Schon zu Taylors Lebzeiten wurde der Park touristisch genutzt. Er war von Sausalito aus an das Eisenbahnnetz der North Pacific Coast Railroad angeschlossen. Unter dem Namen „Camp Taylor Resort“ betrieb Taylor ein Hotel, einen Campingplatz und einen Tanzpavillon für Gäste aus dem nahegelegenen San Francisco. Nachdem der Park wegen des knappen kalifornischen Staatshaushalts von der Schließung bedroht war, übernahm der National Park Service im Jahr 2011 dessen Unterhalt und Pflege. Heute wird der Park unter anderem von Wochenendausflüglern genutzt, die im „Camp Taylor“ zahlreiche Grill- und Picknickmöglichkeiten vorfinden. 
Die Vegetation im Samuel P. Taylor State Park besteht aus Nadelbäumen, die sich mit Graslandschaften abwechseln. Charakteristisch für diesen Teil Kaliforniens sind der Küstenmammutbaum (Sequoia sempervirens), die Gewöhnliche Douglasie (Pseudotsuga menziesii), die Kalifornische Aralie (Aralia californica), immergrüne Eichen (Quercus), sowie der Amerikanische Erdbeerbaum (Arbutus menziesii). Im Park leben Waschbären (Procyon lotor), Stinktiere (Mephitidae), Kojoten (Canis latrans), Rotluchse (Lynx rufus), Graufüchse (Urocyon cinereoargenteus), Pumas (Puma concolor), der Columbia-Schwarzwedelhirsch (Odocoileus hemionus columbianus), eine Unterart des Maultierhirsches, sowie das Sonoma-Streifenhörnchen, eine endemische Hörnchenart Nordkaliforniens. Im Lagunitas Creek, einem kleinen, den Park durchziehenden Fluss, laichen im Herbst und Winter Silberlachse (Oncorhynchus kisutch) und Stahlkopfforellen (Oncorhynchus mykiss irideus), eine anadrome Wanderform der Regenbogenforelle. Für die bedrohte Art Syncaris pacifica, eine Süßwassergarnele, stellt der Lagunitas Creek einen idealen Lebensraum dar.

## Galerie

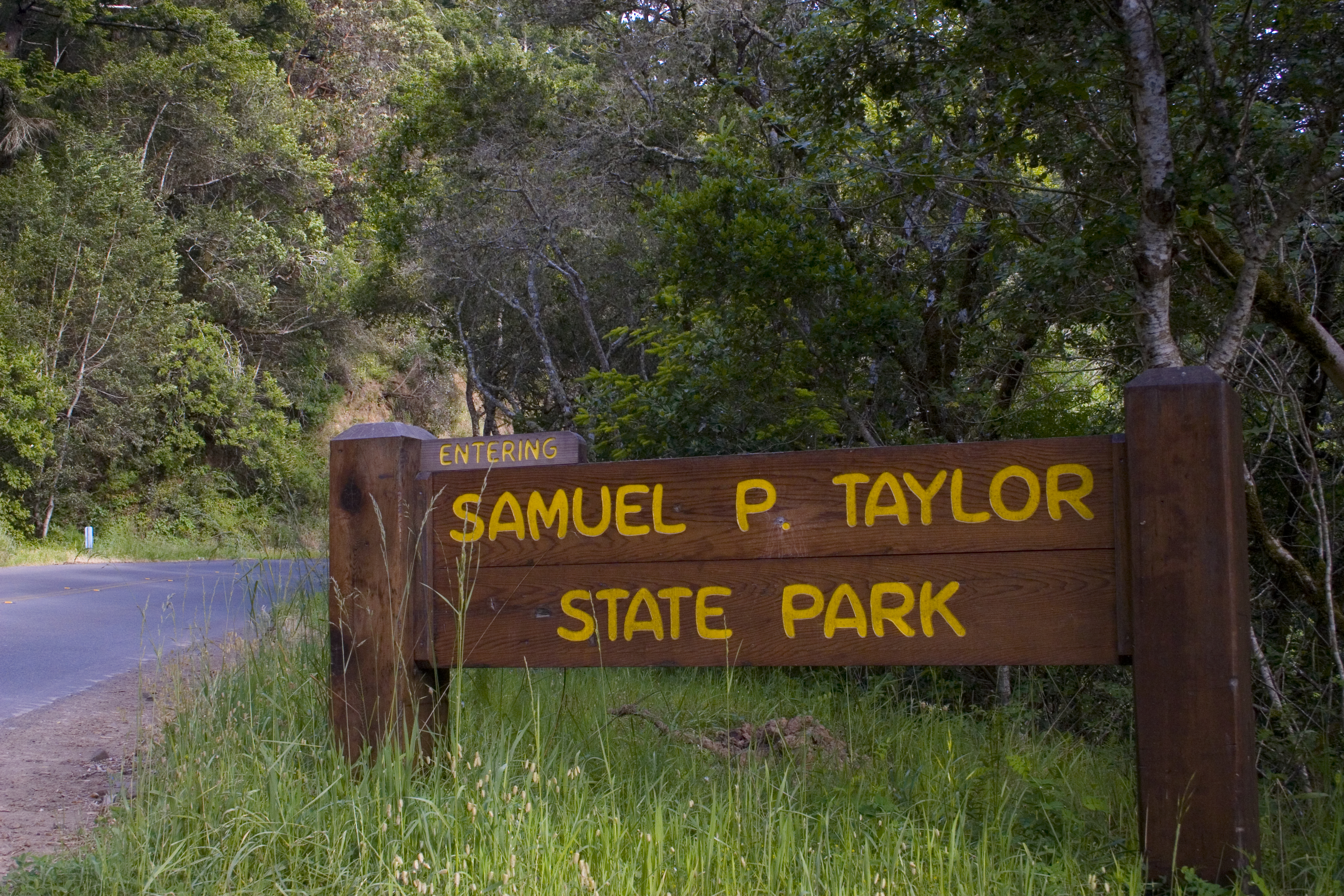
Parkschild
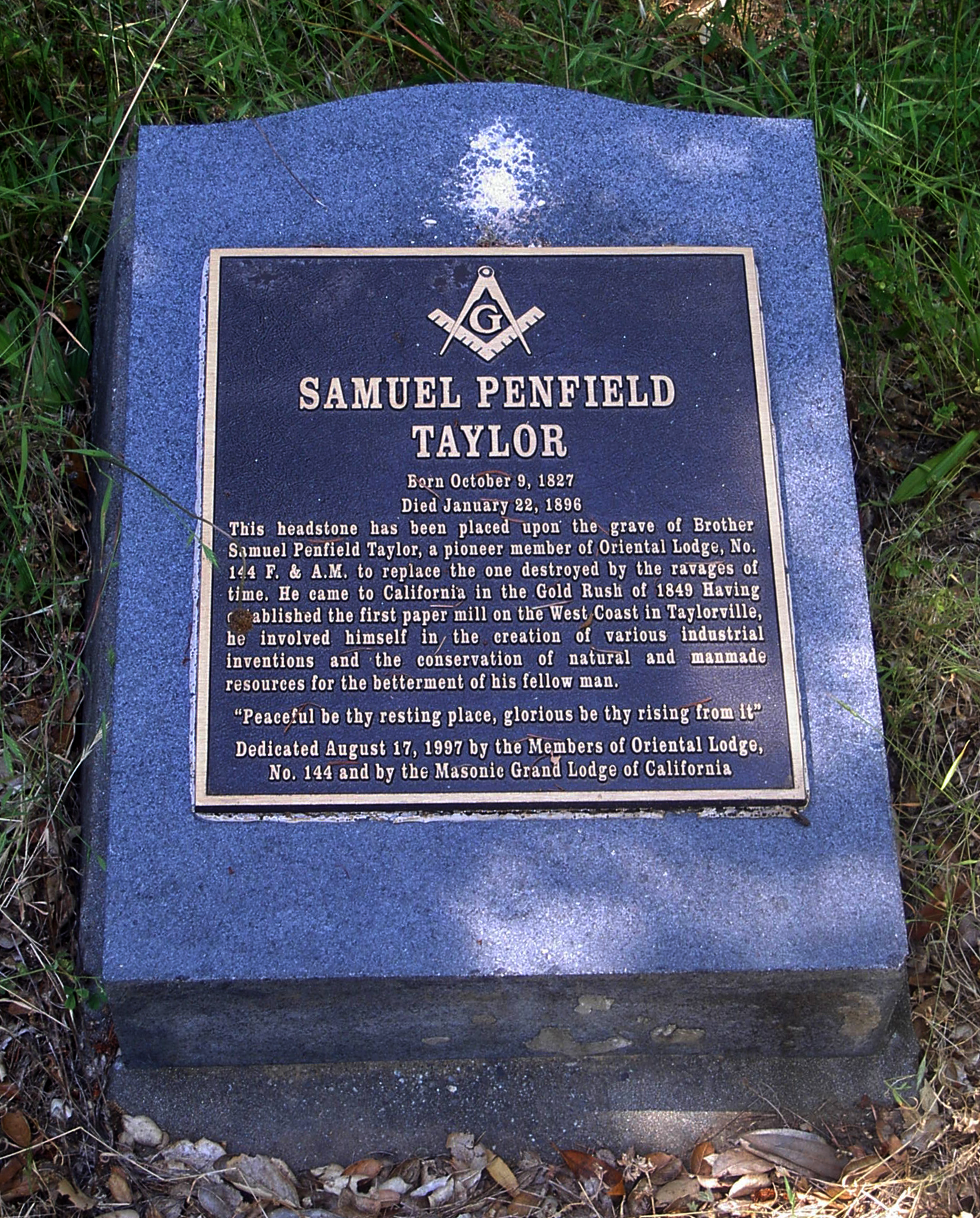
Grabstein für Samuel P. Taylor
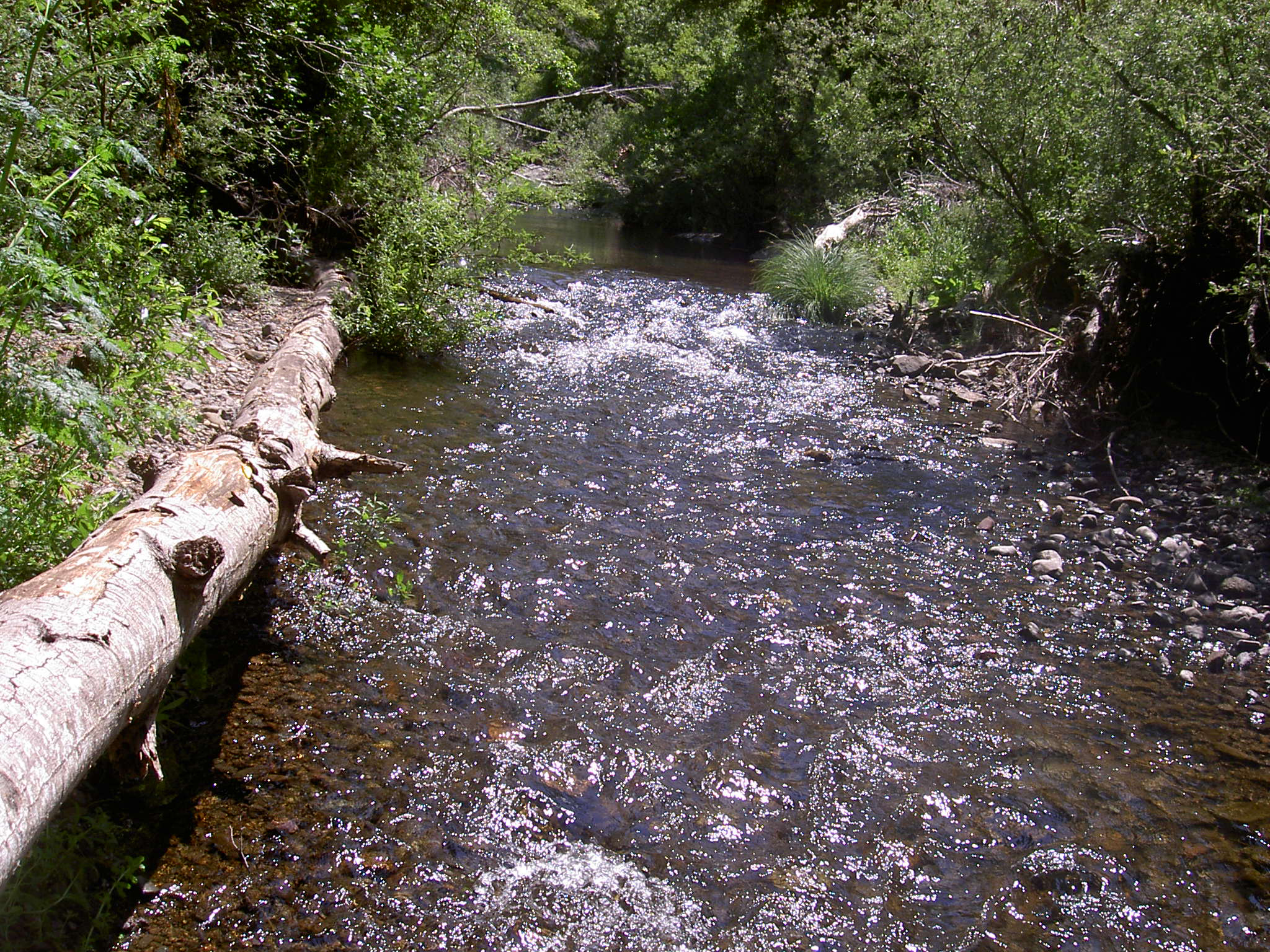
Lagunitas Creek, ein kleiner Fluss, der den Park durchzieht
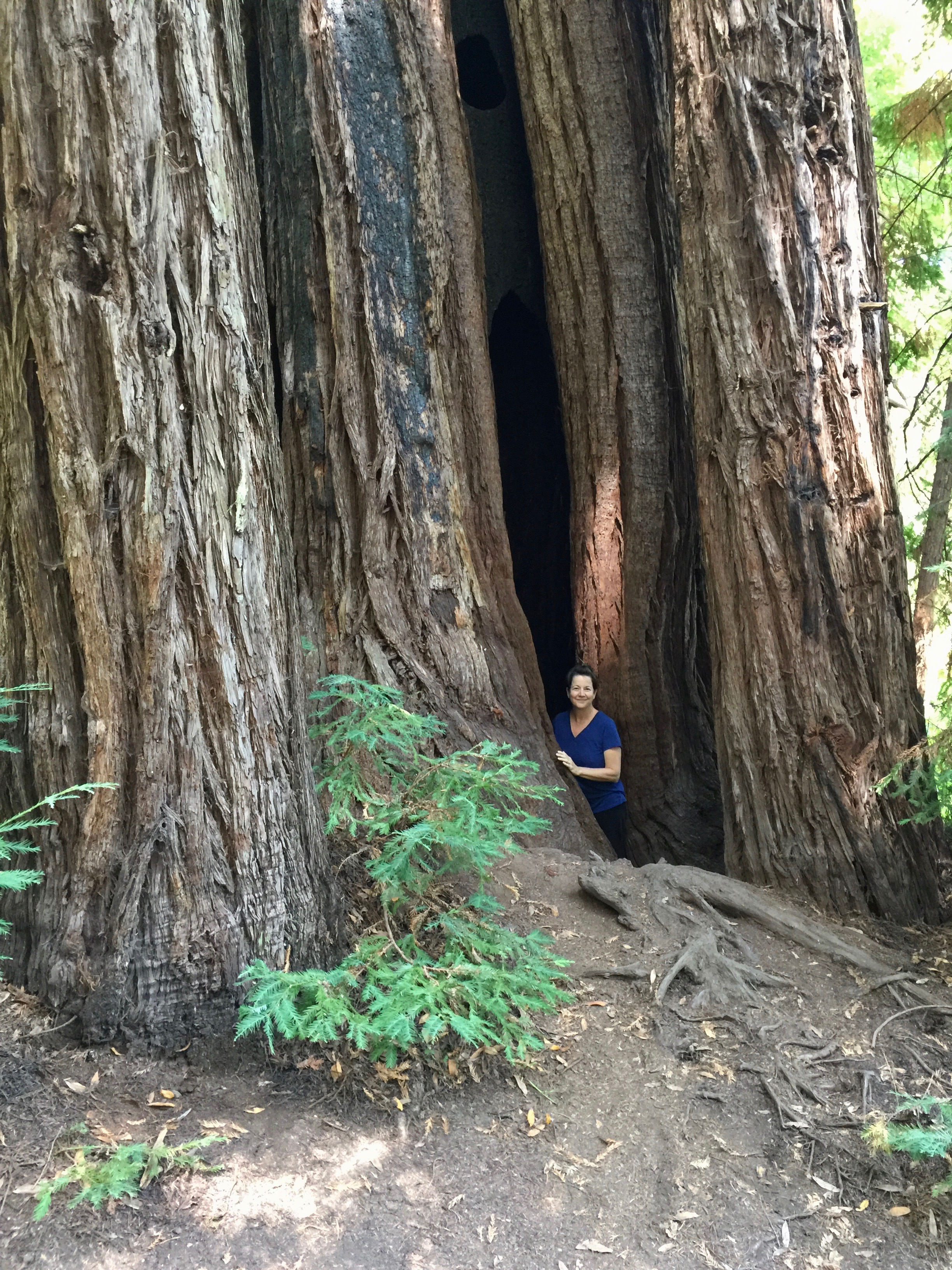
Pioneer Tree, einer der ältesten Küstenmammutbäume im Park